# Condado de Brule
O Condado de Brule é um dos 66 condados do Estado americano da Dakota do Sul. A sede do condado é Chamberlain, e sua maior cidade é Chamberlain. O condado possui uma área de 2 192 km² (dos quais 71 km² estão cobertos por água), uma população de 5 364 habitantes, e uma densidade populacional de 2,5 hab/km² (segundo o censo nacional de 2000).